# Académie des Vengeurs
L'Académie des Vengeurs, ou Avengers Academy en version originale, est le nom d'une école pour jeunes super-héros appartenant à l'univers de Marvel Comics. Créée par Christos Gage et Mike McKone, elle est apparue pour la première fois dans le comic book Avengers Academy #1 en 2010.
La série a débuté l'arc narratif Heroic Age, faisant suite la fin de Siege. Elle remplace en partie Avengers : The Initiative, qui relatait les aventures de jeunes héros inexpérimentés et guidés par des vétérans de l'univers Marvel.

## Biographie de l'école
À la fin du Dark Reign de Norman Osborn, les Vengeurs découvrirent que le directeur de la Sécurité Nationale avait manipulé des jeunes pour ses propres plans. Six d'entre eux furent sélectionnés par Hank Pym dans un programme appelé l'Académie des Vengeurs. Le programme, résultant du projet Initiative devait à la base aider de jeunes métahumains à devenir des super-héros confirmés et responsables.
Mais les étudiants découvrirent qu'ils avaient en fait été sélectionnés, non pas car ils étaient les plus prometteurs, mais au contraire, les plus susceptibles de devenir des super-vilains.
Lors d'une sortie éducative, Pym les amena visiter le Raft, la prison pour super-humains tenue par Luke Cage. Durant la visite, Hazmat généra secrètement une impulsion électromagnétique (qui coupa tous les systèmes électrique du pénitencier), ce qui permit à la jeune fille radioactive, Cuirasse et Voile de trouver la cellule de Norman Osborn. Ils voulurent se venger de celui qui les avait manipulés, mais ne purent se résoudre à le tuer.
Lors d'une seconde sortie, le groupe fut attaqué par Whirlwind, désireux de se venger d'Hank Pym (à la suite de son obsession pour Janet Pym, car celui-ci avait repris le nom de code de sa défunte femme La Guêpe, lui reprochant même sa mort qui est intervenue durant l'évènement Secret Invasion). La menace vaincue, ils furent lancés plus rapidement que prévu sous les flashs des photographes, et Pym dut annoncer officiellement leur existence devant les médias.
Les jeunes recrues durent combattre Korvac, ayant retrouvé forme humaine et terrassé Thor et les Vengeurs. Ils réussirent à le vaincre, grâce à l'aide de son ex-femme, Carina (fille du Collecteur).

## Personnages

### Académiciens
- Voile (Veil en v.o., Madeline Berry), jeune fille pouvant se transformer en tout type de gaz, mais se désagrégeant lentement.
- Foudre (Striker en v.o., Brandon Sharpe), fils d'acteurs, possédant des pouvoirs électriques, apparus à la suite d'une agression sexuelle quand il était enfant.
- Reptil (Humberto Lopez), chef du groupe et seule recrue venant de l'Initiative, il possède une amulette en os cristallisé, qui lui permet de se transformer en partie en un hybride d'humain et de dinosaure. Il peut ainsi développer des ailes de ptéranodon, une queue de stégosaure, des griffes de vélociraptor... Il possède une empathie avec les reptiles.
- Cuirasse (Mettle en v.o., Ken Mack), un jeune surfeur d'origine Hawaïenne, devenue un colosse au corps métallique rougeâtre, insensible à la radioactivité.
- Finesse (Jeanne Foucault), athlète polymathe possédant un fort QI.
- Hazmat (Jennifer Takeda), devant porter en permanence une combinaison de protection, car elle dégage une forte radioactivité.

### Professeurs
Les académiciens sont encadrés par certains membres des Vengeurs :
- Hank Pym
- Tigra
- Justice
- Speedball
- Vif-Argent